# Francine Lavoie
Pour les articles homonymes, voir Lavoie.
Francine Lavoie (née en 1951) est une psychologue québécoise. Elle fut professeure à l'Université Laval de 1979 à 2016.

## Biographie
Après l'obtention d'une maîtrise en psychologie à l'Université de Montréal, elle entame un doctorat sous la direction de Camil Bouchard au Laboratoire de recherche en écologie humaine et sociale à l'UQAM.  Le diplôme de doctorat qu'elle obtient en 1982 est le premier à être délivré par l'institution.
Francine Lavoie est professeure émérite de l'Université Laval.